# Équipe de France de rugby à XV au Tournoi des Six Nations 2010
L'équipe de France remporte le Tournoi des Six Nations 2010 en réussissant un Grand chelem (cinq victoires en cinq matches). Il s'agit du neuvième Grand chelem réussi par l'équipe de France dans le Tournoi, il vient après celui remporté en 2004. Il s'agit du troisième Grand chelem de la France dans le Tournoi des Six Nations.
Morgan Parra est le meilleur réalisateur français, Mathieu Bastareaud, Yannick Jauzion et David Marty sont les meilleurs marqueurs français avec deux essais chacun. Trente joueurs contribuent à ce succès, dix joueurs remportent au moins un second Grand chelem (ils sont en gras dans la liste ci-après). Le troisième ligne Imanol Harinordoquy et le demi d'ouverture Frédéric Michalak remportent leur troisième Grand chelem personnel, comme Sylvain Marconnet qui ne dispute qu'une partie de match. Marc Lièvremont est le quatrième joueur/entraîneur à remporter le Grand chelem à la fois comme joueur et comme entraîneur, après Jean-Claude Skrela, Jacques Fouroux, et Clive Woodward.

## Résultats des matches

### Écosse - France
(mt : 6–15)
Points marqués :
- Écosse : 3 pénalités de Paterson
- France: 2 essais de Bastareaud, 1 transformation de Parra et 2 pénalités de Parra

Évolution du score : 3-0, 3-5, 3-8, 6-8, 6-13, 6-15, mt 6-18, 9-18.
Arbitre : Nigel Owens 
Résumé

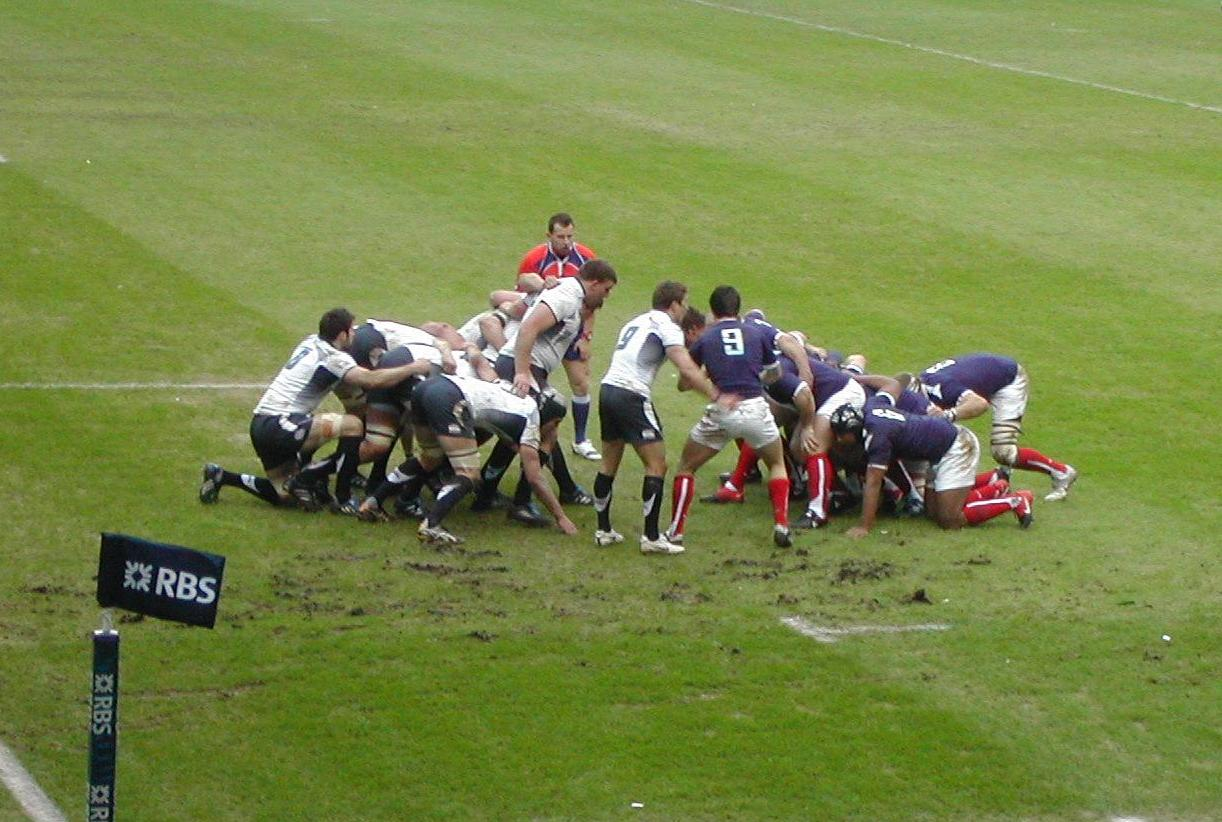
Introduction de Morgan Parra, sous les yeux de Chris Cusiter.

Les Écossais ouvrent le score par une pénalité de Chris Paterson à la 10e (3-0). La mêlée française est dominatrice et permet à Mathieu Bastareaud de marquer le premier essai à la 15e (3-5). L'équipe d'Écosse monopolise le ballon en début de match mais les Français sont dangereux en contre, François Trinh-Duc est repris près de la ligne à la 23e. Les Bleus augmentent leur avantage au score par une pénalité de Morgan Parra à la 28e (3-8). Le XV du chardon réduit l'écart par une pénalité de Chris Paterson à la 31e (6-8). En conclusion d'une attaque des trois-quarts français, Mathieu Bastareaud feinte la passe vers Clément Poitrenaud et marque un deuxième essai à la 33e. Morgan Parra transforme et porte le score à 6-15 pour la France à la mi-temps. L'écart au score est maintenu en deuxième mi-temps, une pénalité de Chris Paterson à la 52e répondant à celle réussie par Morgan Parra à la 44e (9-18). La France remporte ainsi son premier match dans le tournoi 2010 sur le score de 18 à 9.
Composition des équipes
- Écosse
  - Titulaires : 15 Chris Paterson, 14 Thom Evans, 13 Max Evans, 12 Graeme Morrison, 11 Sean Lamont, 10 Phil Godman, 9 Chris Cusiter (cap.), 7 John Barclay, 8 Johnnie Beattie, 6 Kelly Brown, 5 Alastair Kellock, 4 Nathan Hines, 3 Moray Low, 2 Ross Ford, 1 Alasdair Dickinson
  - Remplaçants : 16 Scott Lawson, 17 Allan Jacobsen,18 Richie Gray, 19 Alan MacDonald, 20 Rory Lawson, 21 Alex Grove, 22 Hugo Southwell
  - Entraîneur : Andy Robinson
- France
  - Titulaires : 15 Clément Poitrenaud, 14 Benjamin Fall, 13 Mathieu Bastareaud, 12 Yannick Jauzion, 11 Aurélien Rougerie, 10 François Trinh-Duc, 9 Morgan Parra, 8 Imanol Harinordoquy, 7 Fulgence Ouedraogo, 6 Thierry Dusautoir (cap.), 5 Pascal Papé, 4 Lionel Nallet, 3 Nicolas Mas, 2 William Servat, 1 Thomas Domingo
  - Remplaçants : 16 Dimitri Szarzewski, 17 Luc Ducalcon, 18 Julien Pierre, 19 Julien Bonnaire, 20 Frédéric Michalak, 21 David Marty, 22 Vincent Clerc
  - Entraîneur : Marc Lièvremont

### France - Irlande
(mt : 17–3)
Points marqués
 France
- Essais : 3
Servat, Jauzion et Poitrenaud
- Transformations : 3/3
Parra
- Pénalités : 2
Parra,
- Drops : 2
Parra et Michalak.

 Irlande
- Essai : Wallace
- Transformation : O'Gara,
- Pénalité : O'Gara.

Évolution du score : 3-0, 10-0, 10-3, 17-3, mt, 24-3, 27-3, 27-10, 30-10, 33-10.
Arbitre : Wayne Barnes 
Résumé
La première action dangereuse est à l'actif des Irlandais par Gordon D'Arcy qui perce la défense française mais est trompé par un rebond défavorable dans l'en-but. les Français ouvrent le score à la 17e par une pénalité de Morgan Parra consécutive à un plaquage sans ballon (3-0). Après une série de cinq mêlées dominées par le pack français et une progression par un maul, le talonneur William Servat marque le premier essai pour la France à la 27e. Morgan Parra transforme (10-0). Ronan O'Gara réduit l'écart à la marque en réussissant une pénalité à la 29e (10-3). Une percée de Mathieu Bastareaud est prolongée par une ouverture vers les trois-quart par François Trinh-Duc qui fait une sautée pour Yannick Jauzion qui marque le 2e essai pour les Bleus à la 31e. Morgan Parra transforme et porte ainsi le score à 17-3. C'est la marque à la mi-temps malgré une action dangereuse des Irlandais pendant les arrêts de jeu.
En seconde mi-temps, François Trinh-Duc perce à la 51e mais est repris près de la ligne. Une sautée sur Mathieu Bastareaud permet à ce dernier de transmettre à Clément Poitrenaud qui marque le troisième essai français à la 59e. Morgan Parra transforme (24-3) puis marque un drop à la 62e (27-3). Les Irlandais réduisent l'écart à la marque par un essai de David Wallace à la 64e consécutif à un débordement sur l'aile gauche. Ronan O'Gara transforme (27-10). Les Bleus aggravent le score par une pénalité de Morgan Parra à la 69e puis par un drop de Frédéric Michalak à la 78e. L'équipe de France s'impose nettement sur le score final de 33 à 10.
Composition des équipes
- France
  - Titulaires : 15 Clément Poitrenaud, 14 Vincent Clerc, 13 Mathieu Bastareaud, 12 Yannick Jauzion, 11 Alexis Palisson, 10 François Trinh-Duc, 9 Morgan Parra, 8 Imanol Harinordoquy, 7 Fulgence Ouedraogo, 6 Thierry Dusautoir (cap.), 5 Pascal Papé, 4 Lionel Nallet, 3 Nicolas Mas, 2 William Servat, 1 Thomas Domingo
  - Remplaçants : 16 Dimitri Szarzewski, 17 Sylvain Marconnet, 18 Julien Pierre, 19 Julien Bonnaire, 20 Frédéric Michalak, 21 David Marty, 22 Julien Malzieu
  - Entraîneur : Marc Lièvremont
- Irlande
  - Titulaires : 15 Rob Kearney, 14 Tommy Bowe, 13 Brian O'Driscoll (cap.), 12 Gordon D'Arcy, 11 Keith Earls, 10 Ronan O'Gara, 9 Tomas O'Leary, 8 Jamie Heaslip, 7 David Wallace, 6 Stephen Ferris, 5 Paul O'Connell, 4 Leo Cullen, 3 John Hayes, 2 Jerry Flannery, 1 Cian Healy
  - Remplaçants : 16 Rory Best, 17 Tom Court, 18 Tim Ryan, 19 Sean O'Brien, 20 Eoin Reddan, 21 Jonathan Sexton 22 Paddy Wallace
  - Entraîneur : Declan Kidney

### Galles - France
(mt : 0 – 20)
Points marqués :
- Galles: 2 essais de Halfpenny et Williams, 2 transformations de Jones, 2 pénalités de Jones
- France : 2 essais de Palisson et Trinh-Duc, 2 transformations de Parra, 4 pénalités de Parra (3) et Michalak

Évolution du score : 0-7, 0-10, 0-13, 0-20, 3-20, 6-20, 13-20, 13-23, 13-26, 20-26
Arbitre : Jonathan Kaplan 
Résumé
Les Français ouvrent le score par un essai d'Alexis Palisson qui intercepte une passe de James Hook à la 6e, Morgan Parra transforme (0-7). Morgan Parra réussit deux pénalités aux 19e et 26e (0-13). François Trinh-Duc marque un deuxième essai pour les Bleus à la 39e sur une nouvelle interception. Morgan Parra réussit la transformation et porte le score à 0-20 en fin de première mi-temps.
Les Gallois reviennent au score en début de deuxième mi-temps par deux pénalités de Stephen Jones aux 46e et 50e (6-20) puis par un essai de Leigh Halfpenny à la 61e avec transformation de Stephen Jones (13-20). Une faute de Morgan Parra sur cette même action provoque son expulsion pour 10 minutes. Les Français jouent à quatorze mais résistent bien et marquent une pénalité à la 71e (13-23) par Frédéric Michalak, entré en jeu à la place de François Trinh-Duc au poste de demi de mêlée. Morgan Parra marque une nouvelle pénalité à la 78e (13-26) et assure la victoire de la France malgré un ultime essai de Shane Williams transformé par Stephen Jones (20-26). Les Bleus remportent une troisième victoire en trois matchs dans le tournoi.
Composition des équipes
- Pays de Galles
  - Titulaires : 15 Lee Byrne, 14 Leigh Halfpenny, 13 James Hook, 12 Jamie Roberts, 11 Shane Williams, 10 Stephen Jones, 9 Richie Rees, 8 Ryan Jones (cap.), 7 Martyn Williams, 6 Jonathan Thomas, 5 Deiniol Jones, 4 Bradley Davies, 3 Adam Jones, 2 Huw Bennett, 1 Paul James.
  - Remplaçants : 16 Ken Owens, 17 Rhys Gill, 18 Luke Charteris, 19 Sam Warburton, 20 Mike Phillips, 21 Andrew Bishop, 22 Tom Shanklin
  - Entraîneur : Warren Gatland
- France
  - Titulaires : 15 Clément Poitrenaud, 14 Julien Malzieu, 13 Mathieu Bastareaud, 12 Yannick Jauzion, 11 Alexis Palisson, 10 François Trinh-Duc, 9 Morgan Parra, 8 Imanol Harinordoquy, 7 Julien Bonnaire, 6 Thierry Dusautoir (cap.), 5 Julien Pierre, 4 Lionel Nallet, 3 Nicolas Mas, 2 William Servat, 1 Thomas Domingo
  - Remplaçants : 16 Dimitri Szarzewski, 17 Jean-Baptiste Poux, 18 Sébastien Chabal, 19 Alexandre Lapandry, 20 Frédéric Michalak, 21 David Marty, 22 Marc Andreu
  - Entraîneur : Marc Lièvremont

### France - Italie
(mt : 22 – 3)
Points marqués :
- France : 6 essais de Harinordoquy, Marty (2), Andreu, Jauzion et Lapandry, 5 transformations de Parra, 2 pénalités de Parra
- Italie : 2 essais de Del Fava et Canavasio, 2 transformations de Mi. Bergamasco, 2 pénalités de Mi. Bergamasco

Évolution du score : 5-0, 7-0, 10-0, 15-0, 17-0, 22-0, 22-3, 25-3, 25-6, 30-6, 32-6, 37-6, 39-6, 44-6, 46-6, 46-11, 46-13, 46-18, 46-20
Arbitre : Alan Lewis 
Résumé
Les Français marquent un premier essai dès la 5e par Imanol Harinordoquy servi par Morgan Parra qui trompe la défense italienne par une feinte de passe. Morgan Parra transforme puis marque une pénalité à la 10e (10-0). Gonzalo García est exclu à la 14e, les Italiens jouent à quatorze pendant dix minutes. Les Français en profitent pour marquer un deuxième essai par David Marty à la 16e après une passe sautée de François Trinh-Duc. Morgan Parra transforme et porte le score à 17-0 pour la France. David Marty marque le 3e essai français, un doublé pour lui, après une relance de Clément Poitrenaud qui est prolongée par Imanol Harinordoquy (22-0). Les Italiens réduisent l'écart à la marque par Mirco Bergamasco qui réussit une pénalité à la 35e. La mi-temps est sifflée sur le score de 22 à 3 pour le XV de France.
En début de deuxième mi-temps, Morgan Parra marque une pénalité à la 42e (25-3). Mirco Bergamasco lui répond en réussissant une autre pénalité à la 45e (25-6). Marc Andreu perce entre les centres et marque le quatrième essai français à la 50e. Morgan Parra transforme (32-6). Yannick Jauzion marque le cinquième essai français à la 56e après une percée de Marc Andreu, l'essai est transformé par Morgan Parra (39-6). Alexandre Lapandry, entré en cours de jeu marque le sixième essai français à la 64e en prolongeant une action de Julien Malzieu. Morgan Parra transforme et porte le score à 46 à 6. Carlo Del Fava, servi par Paul Derbyshire, profite d'une erreur défensive française pour marquer un essai, transformé par Mirco Bergamasco. La France se relâche et Pablo Canavosio marque lui aussi un essai à la 72e, ajoutant 7 points au compteur italien après la transformation réussie par Bergamasco. La France réagit mais ne trouve pas la faille et s'impose finalement 46-20. Elle conserve le Trophée Garibaldi et tentera de remporter un Grand Chelem lors de la cinquième journée contre l'Angleterre.
Composition des équipes
- France
  - Titulaires : 15 Clément Poitrenaud, 14 Marc Andreu, 13 David Marty, 12 Yannick Jauzion, 11 Alexis Palisson, 10 François Trinh-Duc, 9 Morgan Parra, 8 Imanol Harinordoquy, 7 Julien Bonnaire, 6 Thierry Dusautoir (cap.), 5 Julien Pierre, 4 Lionel Nallet, 3 Nicolas Mas, 2 William Servat, 1 Thomas Domingo
  - Remplaçants : 16 Dimitri Szarzewski, 17 Jean-Baptiste Poux, 18 Sébastien Chabal, 19 Alexandre Lapandry, 20 Dimitri Yachvili, 21 Mathieu Bastareaud, 22 Julien Malzieu
  - Entraîneur : Marc Lièvremont
- Italie
  - Titulaires : 15 Luke McLean, 14 Andrea Masi, 13 Gonzalo Canale, 12 Gonzalo García, 11 Mirco Bergamasco, 10 Craig Gower, 9 Tito Tebaldi, 8 Alessandro Zanni, 7 Mauro Bergamasco, 6 Josh Sole, 5 Marco Bortolami, 4 Quintin Geldenhuys, 3 Martin Castrogiovanni, 2 Leonardo Ghiraldini (cap.), 1 Salvatore Perugini
  - Remplaçants : 16 Fabio Ongaro, 17 Matias Aguero, 18 Carlo Del Fava, 19 Paul Derbyshire, 20 Pablo Canavosio, 21 Riccardo Bocchino, 22 Kaine Robertson
  - Entraîneur : Nick Mallett

### France - Angleterre
France  – Angleterre  12 - 10
(mt : 12 - 7)
Points marqués :

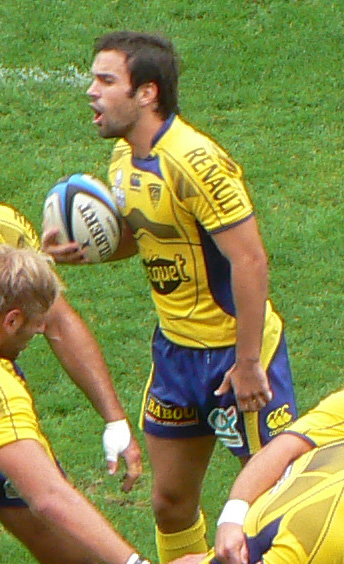
Morgan Parra, ici sous le maillot de l'ASM Clermont Auvergne, auteur de 9 points de l'équipe de France

- France : 3 pénalités de Parra, 1 drop de Trinh-Duc
- Angleterre : 1 essai de Foden, 1 transformation de Flood, 1 pénalité de Wilkinson

Évolution du score : 3-0, 3-7, 6-7, 9-7, 12-7, 12-10.
Arbitre : Bryce Lawrence 
Résumé
L'équipe de France est celle qui a disputé le match contre l'Italie, à l'exception du centre Mathieu Bastareaud qui remplace David Marty. Six changements ont été faits dans la composition du XV anglais par Martin Johnson, le plus important étant la mise sur le banc des remplaçants de Jonny Wilkinson qui est remplacé par Toby Flood. Dès la quatrième minute, François Trinh-Duc passe un drop mais au renvoi, Ben Foden, lancé par Toby Flood, remonte 30 mètres et marque un essai en coin, transformé par Flood. La France réagit et reprend l'avantage après trois pénalités de Morgan Parra aux 18e, 24e et 34e (12-7). Jonny Wilkinson réduit l'écart à la 67e en passant une pénalité de 50m excentrée côté droit (12-10). Le score n'évoluera plus et le XV de France s'impose pour la cinquième fois dans le Tournoi, réussissant ainsi le neuvième Grand Chelem de son histoire.
Sur la totalité du tournoi, la France est clairement la meilleure équipe du tournoi des six nations 2010, mais l'équipe du dernier match est un pâle fantôme de l'équipe qui impressionne lors des quatre premières journées. L'Angleterre, sévèrement critiquée pour son jeu stérile est l'équipe la plus entreprenante au Stade de France.
Composition des équipes
- France
  - Titulaires : 15 Clément Poitrenaud, 14 Marc Andreu, 13 Mathieu Bastareaud, 12 Yannick Jauzion, 11 Alexis Palisson, 10 François Trinh-Duc, 9 Morgan Parra, 8 Imanol Harinordoquy, 7 Julien Bonnaire, 6 Thierry Dusautoir (cap.), 5 Julien Pierre, 4 Lionel Nallet, 3 Nicolas Mas, 2 William Servat, 1 Thomas Domingo
  - Remplaçants : 16 Dimitri Szarzewski, 17 Jean-Baptiste Poux, 18 Sébastien Chabal, 19 Alexandre Lapandry, 20 Dimitri Yachvili, 21 David Marty, 22 Julien Malzieu
  - Entraîneur : Marc Lièvremont
- Angleterre
  - Titulaires : 15 Ben Foden, 14 Mark Cueto, 13 Mike Tindall, 12 Riki Flutey, 11 Chris Ashton, 10 Toby Flood, 9 Danny Care, 8 Nick Easter, 7 Lewis Moody (cap.), 6 Joe Worsley, 5 Louis Deacon, 4 Simon Shaw, 3 Dan Cole, 2 Dylan Hartley, 1 Tim Payne.
  - Remplaçants : 16 Steve Thompson, 17 David Wilson, 18 Tom Palmer, 19 James Haskell, 20 Ben Youngs, 21 Jonny Wilkinson, 22 Mathew Tait
  - Entraîneur : Martin Johnson

## Classement
| Rang | Nation         | J | V | N | D | Pm  | Pe  | Diff | Pts |
| ---- | -------------- | - | - | - | - | --- | --- | ---- | --- |
| 1    | France         | 5 | 5 | 0 | 0 | 135 | 69  | +66  | 10  |
| 2    | Irlande (T)    | 5 | 3 | 0 | 2 | 106 | 95  | +11  | 6   |
| 3    | Angleterre     | 5 | 2 | 1 | 2 | 88  | 76  | +12  | 5   |
| 4    | Pays de Galles | 5 | 2 | 0 | 3 | 113 | 117 | -4   | 4   |
| 5    | Écosse         | 5 | 1 | 1 | 3 | 83  | 100 | -17  | 3   |
| 6    | Italie         | 5 | 1 | 0 | 4 | 69  | 137 | -68  | 2   |

|  | Vainqueur du Tournoi |
|  | V victoires ; N matches nuls ; D défaites PM points marqués ; PE points encaissés ; Diff différence de points PM - PE T tenante du titre. |

Attribution des points : contrairement à bien d'autres compétitions de rugby à XV, le Tournoi des Six Nations n'a pas encore adopté de système de points bonus. Deux points sont attribués pour une victoire, un point pour un match nul, aucun point en cas de défaite.
Règles de classement : 1. points de classement Pts ; 2. différence de points de matches ; 3. nombre d'essais marqués ; 4. titre partagé.

## Statistiques individuelles

### Meilleurs marqueurs d'essais
| Rang | Joueur              | Équipe | Essais |
| ---- | ------------------- | ------ | ------ |
| 1    | Mathieu Bastareaud  | France | 2      |
| -    | Yannick Jauzion     | France | 2      |
| -    | David Marty         | France | 2      |
| 4    | Marc Andreu         | France | 1      |
| -    | Imanol Harinordoquy | France | 1      |
| -    | Alexandre Lapandry  | France | 1      |
| -    | Alexis Palisson     | France | 1      |
| -    | Clément Poitrenaud  | France | 1      |
| -    | William Servat      | France | 1      |
| -    | François Trinh-Duc  | France | 1      |

### Meilleurs marqueurs de points
| Rang | Joueur              | Équipe | Points | Essais | Transf. | Pén. | Drops |
| ---- | ------------------- | ------ | ------ | ------ | ------- | ---- | ----- |
| 1    | Morgan Parra        | France | 61     | 0      | 11      | 12   | 1     |
| 2    | Mathieu Bastareaud  | France | 10     | 2      | 0       | 0    | 0     |
| -    | Yannick Jauzion     | France | 10     | 2      | 0       | 0    | 0     |
| -    | David Marty         | France | 10     | 2      | 0       | 0    | 0     |
| 5    | François Trinh-Duc  | France | 8      | 1      | 0       | 0    | 1     |
| 6    | Frédéric Michalak   | France | 6      | 0      | 0       | 1    | 1     |
| 7    | Marc Andreu         | France | 5      | 1      | 0       | 0    | 0     |
| -    | Imanol Harinordoquy | France | 5      | 1      | 0       | 0    | 0     |
| -    | Alexandre Lapandry  | France | 5      | 1      | 0       | 0    | 0     |
| -    | Alexis Palisson     | France | 5      | 1      | 0       | 0    | 0     |
| -    | Clément Poitrenaud  | France | 5      | 1      | 0       | 0    | 0     |
| -    | William Servat      | France | 5      | 1      | 0       | 0    | 0     |

## Équipe
| Entraîneur | Entraîneur             | Marc Lièvremont, Émile Ntamack, Didier Retière                                                    |
| Avants     | Pilier                 | Clément Baïocco, Thomas Domingo, Luc Ducalcon, Sylvain Marconnet, Nicolas Mas, Jean-Baptiste Poux |
| Avants     | Talonneur              | William Servat, Dimitri Szarzewski                                                                |
| Avants     | Deuxième ligne         | Sébastien Chabal, Lionel Nallet, Pascal Papé, Julien Pierre                                       |
| Avants     | Troisième ligne aile   | Julien Bonnaire, Thierry Dusautoir (cap.), Alexandre Lapandry, Fulgence Ouedraogo                 |
| Avants     | Troisième ligne centre | Imanol Harinordoquy                                                                               |
| Arrières   | Demi de mêlée          | Morgan Parra, Dimitri Yachvili                                                                    |
| Arrières   | Demi d'ouverture       | Frédéric Michalak, François Trinh-Duc                                                             |
| Arrières   | Centre                 | Mathieu Bastareaud, Yannick Jauzion, David Marty                                                  |
| Arrières   | Ailier                 | Marc Andreu, Vincent Clerc, Benjamin Fall, Julien Malzieu, Alexis Palisson, Aurélien Rougerie     |
| Arrières   | Arrière                | Clément Poitrenaud                                                                                |